# United Denomination: Lighthouse Group of Churches
United Denomination: Lighthouse Group of Churches ou UD-OLGC est une confession chrétienne évangélique charismatique internationale, qui compterait 38 756 membres. Son siège, à Accra au Ghana, "The Qodesh" est une mégaéglise et avait une assistance de 2 500 personnes en 2011.  L’Église compte un institut de théologie, un orphelinat, une école et un hôpital à Accra. Son dirigeant est le pasteur Dag Heward-Mills.

## Histoire
La confession a ses origines dans le Korle-Bu Christian Centre (KCC), lorsque Dag Heward-Mills, étudiant en médecine, devient le pasteur de l’église en 1987.  Cette même année, Dag change le nom du KCC pour "The Lighthouse" (le phare), ayant une vision d’aller au-delà du quartier de Korle-Bu.   Le nombre de fidèles a augmenté et en décembre 1987, E.A.T. Sackey est devenu assistant du pasteur Dag.  Avec 100 membres, l’église a déménagé à la School of Hygiene Lecture Theatre et est devenue officiellement "The Lighthouse Chapel", voulant être un phare pour les perdus.  
En 1989, LCI a déménagé à la cantine du Medical School pour les services du dimanche.  En raison de la croissance de l'Église, avec une adhésion de 500 personnes, LCI International a lancé un deuxième culte. Dag Heward-Mills a officiellement quitté la médecine pour devenir pasteur à temps plein de l’église en 1991.
En 1992, l’Église a acheté un ancien cinéma du quartier Korle Gonno, près de la mer, pour en faire un bâtiment de 3 000 places. De là, Dag Heward-Mills a commencé à enseigner sur l’implantation d'églises et a envoyé plusieurs de ses membres en tant que missionnaires pour commencer de nouvelles églises Lighthouse Chapel dans d'autres pays.  Korle Gonno Cathedral a été considérée comme le siège de LCI, d’avril 1993 jusqu’en décembre 2005. En 2003, l’église avait environ 3 000 fidèles aux services du dimanche . Le bâtiment a été renommé "Light of the World Cathedral" en 2010.
The Qodesh, situé dans la banlieue de North Kaneshie à Accra, au Ghana est devenu le siège de LCI en janvier 2006,. En 2011, The Qodesh avait une assistance de 2 500 personnes . Plusieurs cultes ont lieu dans différentes chapelles sur le complexe chaque jour de la semaine, en twi, en français et en anglais. The Qodesh, signifie "La cité sainte".  L’expression vient du mot hébreu qodesh  qui signifie saint, consacré ou sanctifié . 
En 2016, la confession a été renommée United Denomination: Lighthouse Group of Churches
.
L’église possède un institut de théologie affilié, l’Anagkazo Bible School.

## Dans le monde
En 2011, LCI affirme avoir 687 églises dans 79 pays, avec 27 811 membres au Ghana et 38 756 membres à travers le monde ,.  
La plupart des membres du Ghana sont dans des zones urbaines, mais en 2011, l'église a signalé 46 missions rurales au Ghana .  
LCI estime avoir pour mandat d'évangéliser le monde. Par exemple, à partir de 2014, il y avait quelques centaines de membres en Suisse avec des cultes dans onze villes, dirigés par des missionnaires du Ghana .

## Implication sociale
L’Église assure des actions  humanitaires auprès des veuves, des prisonniers, des aveugles, des pauvres et des malades. L’Église a fondé un orphelinat, Lighthouse Christian Children’s  Home, et une école primaire, Lighthouse Christian Mission School, pour assurer leur éducation.  L’Église a également un hôpital, The Lighthouse Mission Hospital & Fertility Center (LMHFC). Ces activités sont sous la direction de la femme de Dag Heward-Mills, Adelaide.

## Croyances
La confession est membre de la National Association of Charismatic and Christian Churches du Ghana  et de la Communauté pentecôtiste mondiale .
LCI a des lignes directrices que les églises à l’étranger doivent suivre pour des événements clés, tels que les mariages et les funérailles,.  LCI surveille étroitement ses églises d'outre-mer pour le respect de ses règles .  
L’Église est contre la théologie de la prospérité .